# Khenut
Khenut (fl. XXIV secolo a.C.) è stata una regina egizia della V dinastia, sposa del faraone Unis, morto intorno al 2350 a.C.. Potrebbe essere stata la madre della regina Iput I.

## Sepoltura
Khenut fu sepolta in una doppia mastaba con un'altra regina consorte di Unis, Nebet, accanto alla piramide di Unis a Saqqara. Gli scavi della mastaba sono stati condotti da Peter Munro. La piramide della regina madre Sesheshet, madre di re Teti, fu eretta accanto a quella di Khenut. 

## Titoli
Nebet ebbe i titoli di: Grande dello Scettro Hetes, Colei Che vede Horus e Seth, Grande di lodi, Sposa del Re Sua Amata, Consorte dell'Amato dalle Due Signore (riferimento alle dee Nekhbet e Uadjet), Compagna di Horus, Compagna di Horus Sua Amata. Potrebbe essere stata menzionata nel Tempio funerario di Unis. La sua tomba, a differenza di quella della regina Nebet, ha subito gravi danni. 